# NGC 3775
NGC 3775 is een spiraalvormig sterrenstelsel in het sterrenbeeld Beker. Het hemelobject werd in 1880 ontdekt door de Britse astronoom Andrew Ainslie Common.

## Synoniemen
- MCG -2-30-12
- PGC 36055